# Anua dianaris
Anua dianaris är en fjärilsart som beskrevs av Achille Guenée 1852. Anua dianaris ingår i släktet Anua och familjen nattflyn. Inga underarter finns listade i Catalogue of Life.